# Lusail Iconic Stadium
Lusail Iconic Stadium nebo Lusail International Stadium (arabsky: ملعب لوسيل الدولي‎) je fotbalový stadion v Lusailu v Kataru, na kterém se hrálo finále mistrovství světa ve fotbale 2022.
Lusail Iconic Stadium, který vlastní Katarská fotbalová asociace, je největším stadionem v Kataru a jedním z osmi stadionů, které se postavily pro mistrovství světa ve fotbale 2022 v Kataru.
Stadion se nachází asi 23 km severně od Dauhá.

## Stavba
Zadávací řízení na stavbu stadionu bylo zahájeno v roce 2014. Stadion byl postaven jako společný podnik společností HBK Contracting (HBK) a China Railway Construction Corporation (CRCC).
Stadion navrhla britská firma Foster + Partners a Populous, za podpory společnosti MANICA Architecture. Stadion má kapacitu 86 250 míst. Stejně jako ostatní stadiony plánované pro mistrovství světa 2022 bude stadion v Lusailu chlazen pomocí solární energie a bude mít nulovou uhlíkovou stopu.
Stavba byla zahájena 11. dubna 2017, konec výstavby stadionu byl původně plánován na rok 2020. Poté měl hostit tři přátelské zápasy do mistrovství světa 2022, ale protože bylo dokončení stadionu odloženo, bude následně hostit 10 zápasů včetně finále.
Po mistrovství světa by měl být přestavěn na stadion pro 40 000 diváků, přebytečná místa k sezení budou odstraněna a další části budovy budou přebudovány na komunitní prostor s obchody, kavárnami, sportovními a vzdělávacími zařízeními a zdravotní klinikou.

## Mistrovství světa ve fotbale 2022
Iconic Stadium Lusail během mistrovství světa ve fotbale 2022 hostil deset zápasů, včetně finálového utkání.
| Datum              | Čas   | Tým 1          | Výsledek | Tým 2          | Kolo        | Počet diváků |
| ------------------ | ----- | -------------- | -------- | -------------- | ----------- | ------------ |
| 22. listopadu 2022 | 11:00 | Argentina      | 1 : 2    | Saúdská Arábie | Skupina C   | 88 012       |
| 24. listopadu 2022 | 20:00 | Brazílie       | 2 : 0    | Srbsko         | Skupina G   | 88 103       |
| 26. listopadu 2022 | 20:00 | Argentina      | 2 : 0    | Mexiko         | Skupina C   | 88 966       |
| 28. listopadu 2022 | 20:00 | Portugalsko    | 2 : 0    | Uruguay        | Skupina H   | 88 688       |
| 30. listopadu 2022 | 20:00 | Saúdská Arábie | 1 : 2    | Mexiko         | Skupina C   | 84 985       |
| 2. prosince 2022   | 20:00 | Kamerun        | 1 : 0    | Brazílie       | Skupina G   | 85 986       |
| 6. prosince 2022   | 20:00 | Portugalsko    | 6 : 1    | Švýcarsko      | Osmifinále  | 83 720       |
| 9. prosince 2022   | 20:00 | Argentina      | 3 : 2pp  | Nizozemsko     | Čtvrtfinále | 88 235       |
| 13. prosince 2022  | 20:00 | Argentina      | 3 : 0    | Chorvatsko     | Semifinále  | 88 966       |
| 18. prosince 2022  | 16:00 | Argentina      | 4 : 3pp  | Francie        | Finále      | 88 966       |